# 레이첼 에이버리
레이첼 에이버리(Rachel Avery)는 미국의 배우, 텔레비전 배우, 영화배우이다.
에이버리는 일리노이주 시카고에서 태어났다. 그녀는 UCLA 연극영화학교를 졸업했으며 현재 캘리포니아주 로스앤젤레스에 거주하고 있다.

## 영화
- 트로픽 썬더 (2008년)
- 빅 러브 (2006년)